# Mecz Gwiazd PLK 2012
Mecz Gwiazd Polskiej Ligi Koszykówki 2012 – towarzyski mecz koszykówki rozegrany 14 stycznia 2012 roku w Katowicach. W spotkaniu wzięli udział czołowi zawodnicy najwyższej klasy rozgrywkowej w Polsce. Spotkanie gwiazd odbyło się w konwencji Północ – Południe. Przy okazji spotkania rozegrano także konkursy rzutów za 3 punkty oraz wsadów.
Głosowanie na zawodników odbywało się na stronie meczgwiazd.plk.pl oraz poprzez sms. Łącznie w głosowaniu wzięło udział 10 116 głosujących. Wynik ten okazał się nowym rekordem w historii imprezy.
Gwiazdami imprezy byli Ewa Farna oraz Drumatical Theatre. Ubiegłoroczny zwycięzca konkursu wsadów Łukasz Biedny w ramach pokazu wsadów wykonał efektowny wsad nad samochodem, za co został nagrodzony wielkim oraz bardzo długim aplauzem 7500 publiczności zgromadzonej w katowickim Spodku.
W spotkaniu głównym nie wystąpił David Weaver z Czarnych, jego miejsce zajął John Turek z Trefla.

## Konkurs rzutów za 3 punkty

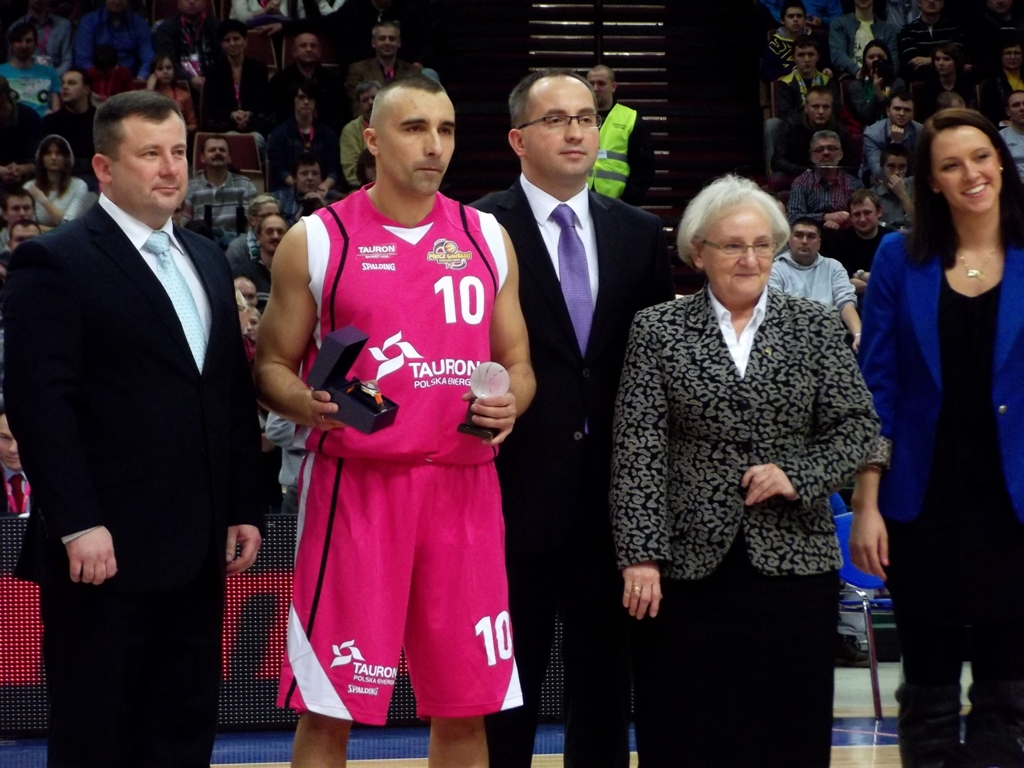
Andrzej Pluta został zwycięzcą konkursu rzutów za trzy punkty.

Uczestnicy konkursu: Darnell Hinson (Czarni), Łukasz Koszarek (Trefl), Łukasz Wiśniewski (Trefl), Tony Weeden (Polpharma), Qa’rraan Calhoun (Śląsk), Andrzej Pluta.
W finale konkursu ponownie triumfował Andrzej Pluta, który karierę sportową zakończył rok wcześniej. Wystąpił jednak w konkursie dzięki dzikiej karcie oraz zaproszeniu od organizatorów.

## Konkurs wsadów
Uczestnicy konkursu wsadów: Qa’rraan Calhoun, Mateusz Ponitka, Walter Hodge, LaMarshall Corbett. W konkursie nie wystąpił David Weaver z Energi Czarni Słupsk, jego miejsce zajął LaMarshall Corbett z Siarki Jeziora Tarnobrzeg. W finale Calhoun okazał się lepszy od Corbetta.
Spotkanie wygrała drużyna Północy, pokonując Południe 151:135.
- MVP – Corsley Edwards[4]
- Zwycięzca konkursu wsadów – Qa’rraan Calhoun
- Zwycięzca konkursu rzutów za 3 punkty – Andrzej Pluta

## Składy
Pogrubienie – oznacza zawodnika składu podstawowego

Trener Północy: Kārlis Muižnieks (Trefl Sopot) 

Trener Południa: Jacek Winnicki (PGE Turów Zgorzelec)
| Północ – 151                              | Północ – 151                              | Północ – 151                              | Północ – 151                              | 135 – Południe                            | 135 – Południe                            | 135 – Południe                            | 135 – Południe                            |
| Wyniki Kwart – 45:37, 41:36, 27:30, 38:32 | Wyniki Kwart – 45:37, 41:36, 27:30, 38:32 | Wyniki Kwart – 45:37, 41:36, 27:30, 38:32 | Wyniki Kwart – 45:37, 41:36, 27:30, 38:32 | Wyniki Kwart – 45:37, 41:36, 27:30, 38:32 | Wyniki Kwart – 45:37, 41:36, 27:30, 38:32 | Wyniki Kwart – 45:37, 41:36, 27:30, 38:32 | Wyniki Kwart – 45:37, 41:36, 27:30, 38:32 |
| Zawodnik                                  | Kraj                                      | Klub                                      | Pkt                                       | Zawodnik                                  | Kraj                                      | Klub                                      | Pkt                                       |
| ----------------------------------------- | ----------------------------------------- | ----------------------------------------- | ----------------------------------------- | ----------------------------------------- | ----------------------------------------- | ----------------------------------------- | ----------------------------------------- |
| Corsley Edwards                           | Stany Zjednoczone                         | Anwil Włocławek                           | 23                                        | Konrad Wysocki                            | Niemcy                                    | PGE Turów Zgorzelec                       | 20                                        |
| Dardan Berisha                            | Polska                                    | Anwil Włocławek                           | 18                                        | Daniel Kickert                            | Australia                                 | PGE Turów Zgorzelec                       | 19                                        |
| Krzysztof Szubarga                        | Polska                                    | Anwil Włocławek                           | 18                                        | Mateusz Ponitka                           | Polska                                    | AZS Politechnika Warszawska               | 13                                        |
| Tony Weeden                               | Stany Zjednoczone                         | Polpharma Starogard Gdański               | 15                                        | Walter Hodge                              | Portoryko                                 | Zastal Zielona Góra                       | 13                                        |
| John Turek                                | Stany Zjednoczone                         | Trefl Sopot                               | 14                                        | Przemysław Karnowski                      | Polska                                    | Siarka Jezioro Tarnobrzeg                 | 11                                        |
| Darrell Harris                            | Stany Zjednoczone                         | Kotwica Kołobrzeg                         | 14                                        | Robert Skibniewski                        | Polska                                    | Śląsk Wrocław                             | 11                                        |
| Łukasz Wiśniewski                         | Polska                                    | Trefl Sopot                               | 12                                        | Kirk Archibeque                           | Stany Zjednoczone                         | Zastal Zielona Góra                       | 10                                        |
| George Reese                              | Stany Zjednoczone                         | AZS Koszalin                              | 12                                        | Kamil Chanas                              | Polska                                    | Zastal Zielona Góra                       | 10                                        |
| Darnell Hinson                            | Stany Zjednoczone                         | Energa Czarni Słupsk                      | 7                                         | Josh Miller                               | Stany Zjednoczone                         | Siarka Jezioro Tarnobrzeg                 | 8                                         |
| Filip Dylewicz                            | Polska                                    | Trefl Sopot                               | 6                                         | Piotr Pamuła                              | Polska                                    | AZS Politechnika Warszawska               | 8                                         |
| Łukasz Koszarek                           | Polska                                    | Trefl Sopot                               | 6                                         | Qa’rraan Calhoun                          | Stany Zjednoczone                         | Śląsk Wrocław                             | 6                                         |
| Paweł Leończyk                            | Polska                                    | Energa Czarni Słupsk                      | 6                                         | Damian Kulig                              | Polska                                    | PBG Basket Poznań                         | 6                                         |